# آنا ماریا مونتویا
آنا ماریا مونتویا (انگلیسی: Ana María Montoya؛ زادهٔ ۲۴ سپتامبر ۱۹۹۱) بازیکن فوتبال اهل کلمبیا است.
وی همچنین در تیم‌های ملی فوتبال تیم ملی فوتبال زنان کلمبیا بازی کرده‌است.